# Спортивный психолог
Спортивный психолог (психолог в спорте) — специалист, изучающий закономерности психической деятельности человека в процессе его двигательного обучения, спортивной тренировки, участия в специфичных командных взаимодействиях, в процессе подготовки и выступлений на соревнованиях, а также участия в различных формах общественной жизни, связанных со спортом.

## Основные задачи
- Психологический отбор будущих чемпионов в конкретных видах спорта
- Спортивная профориентация
- Определение предпосылок развития необходимых психологических качеств спортсменов
- Диагностика и учет индивидуальных особенностей спортсмена, формирование и развитие необходимых для победы психологических качеств и умений
- Разработка для каждого спортсмена индивидуального плана развития способностей, стратегии подготовки и соревновательного поведения
- Определение психологической готовности спортсмена к спортивным занятиям, выступлениям и соревнованиям
- Постсоревновательная реабилитация
- Проведение командных тренингов (на командообразование, сплоченность коллектива, работу с конфликтами, развитие команды)
- Обучение навыкам мысленной тренировки, расслабления и снятия стресса
- Проработка страхов, связанных со спортивной деятельностью и др.
- Разрешение и выход из кризисной ситуации
- Профессиональное реориентирование спортсмена (после выхода спортсмена из спортивной карьеры)

### Виды оценивания состояния спортсмена

#### Субъективные методы
- Интервью непосредственно с самим спортсменом, его тренером и близкими ему людьми
- Наблюдение

Данные методы требуют большого количества времени, однако, благодаря им можно получить уникальные данные о спортсмене.

#### Объективные методы
- Опросники
- Айтрекинг. Использование систем айтрекинга (технология отслеживания движений глаз позволяет с высокой точностью измерять и анализировать движения глаз, определять направление взора человека) для выявления точек, продолжительности и последовательности фиксаций в процессах выполнения различных действий позволяет исследователям работать с выявлением специфики поведения глаз при определенной спортивной деятельности и использовать систему айтрекинга для анализа эффективности применения различных методов обучения спортсменов, связанных со зрительным вниманием и процессами контроля[2].
- Виртуальная реальность. Технологии ВР могут быть эффективно использованы для изучения взаимодействия когнитивных процессов спортсмена и его двигательной активности в процессах зрительного восприятия в рамках подхода, называемого «активное восприятие»[3].
- БОС-технологии. Биологическая обратная связь является нефармакологическим методом лечения с использованием специальной аппаратуры для регистрации, усиления и «обратного возврата» пациенту физиологической информации. Суть заключается на принципе перевода получаемой информации при помощи специальных датчиков, идущих от тела человека (электрические физиологические сигналы) в картинку или звук — сигналы обратной связи[4].

## Основные направления деятельности
Выделяют следующие направления деятельности спортивного психолога:
- Экспериментально-исследовательское направление
- Прикладные направления:
  - Образовательное направление (обучение тренеров, спортсменов, других членов коллектива психологическим техникам, методикам, методам саморегуляции)
  - Консультативное направление (помощь в решении личностных проблем спортсменов/тренеров и других членов коллектива)

## Позиции деятельности психолога в спорте
1. «внешняя» (приглашенный специалист): возможность нейтрального подхода к решению многих задач, но одновременно — возникновение проблем при недостаточном знании реальных организационных ситуаций, невозможности за короткое время определить глубинные причины и условия возникновения какого-либо явления или процесса.
2. «внутренняя»: хорошее знание организационной и кадровой ситуации, возможность профилактики конфликтов; при длительной работе на предприятии часто происходит снижение статуса психолога до статуса обычного члена коллектива, переход к позиции «коллективной жилетки», к которой обращаются сотрудники по любому поводу.

## Сферы деятельности специалиста — спортивного психолога
- физкультурно-спортивные
- педагогические
- научно-исследовательские
- медицинские организации
- психологические службы

## Места работы спортивного психолога
1. медико-социальные, спортивно-оздоровительные, реабилитационные центры
2. физкультурно-спортивные клубы и общества
3. научно-исследовательские институты
4. высшие и средние учебные заведения

## Область профессиональной деятельности спортивного психолога
- физическая культура и спорт
- детско-юношеский спорт
- массовый спорт
- спорт высших достижений
- профессиональный спорт
- армейский спорт
- реабилитация и оздоровление средствами физической культуры и спорта людей с ограниченными возможностями

## Структура психологического сопровождения деятельности спортсмена, тренера и др. субъектов спортивной деятельности
Психологическое сопровождение в спорте означает содействие в достижении максимальных для данного спортсмена результатов и создании благоприятных условий для его профессионального и личностного развития, и осуществляться оно должно на всех этапах спортивной карьеры.
Формы организации психологического сопровождения:
- постоянное сопровождение
- этапное сопровождение
- ситуационное сопровождение

В качестве основных характеристик психологического сопровождения выступают:
- процессуальность
- пролонгированность
- недирективность
- погруженность в реальную повседневную жизнь человека

Задачи психологического сопровождения спорта:
1. Психодиагностика личности спортсмена, включая выявление следующих компонентов: темперамента; характера; свойств нервных процессов; доминирующих и актуальных психических состояний, проявляемых в условиях тренировочной и соревновательной деятельности; спортивной мотивации, ценностных ориентаций, специальных знаний(техники и тактики) и умений(двигательных, психорегуляции). На основании полученных результатов строится систематическая индивидуальная работа со спортсменами.
2. Формирование спортивно-психологической компетентности спортсмена, включающее усвоение специальных знаний и умений с целью самостоятельного использования их в тренировочной и соревновательной деятельности.
3. Обеспечение реализации ресурсов спортсмена (физического, технико-тактического, функционального и психологического)
4. Формирование позитивной Я-концепции личности спортсмена, способной противостоять сбивающим предсоревновательным и соревновательным факторам, и успешно решать поставленные задачи.
5. Пробуждение самостоятельности и интеллектуальной активности спортсмена в планировании и выполнении тренировочных заданий и решении соревновательных ситуаций